# Örnens öga
Örnens öga (danska: Ørnens øje) är en dansk action-, drama- och familjefilm från 1997 regisserad av Peter Flinth. Manuset är skrivet av Nikolaj Scherfig efter en idé av Bjarne O. Henriksen.

## Handling
Filmen utspelar sig i 1200-talets Danmark, och handlar om den 12-åriga kungasonen Valdemar (Valdemar den Unge). Hans pappa, Valdemar Seger, lär honom att kämpa, men ut över att lära att kämpa med kroppen, måste han också lära att använda huvudet, och därför blir han skickat till Korpborg, när kungen drar ut i krig.
På Korpborg bor biskopen Eskil som inte vill vara lärare åt Valdemar, och Valdemar vill inte heller vara på Korpborg, så han rymmer, och får hjälp av en köksdräng vid namn Askar.
De två blir vänner, och en dag ute i skogen ser de några av stormännen i trakten mötas för att planera ett uppror mot kungen. Mellan dem finns det en enögd man med sin örn, men när de flyr därifrån, tappar Valdemar ett kors, som han har fått av sin pappa, så att männen nu vet att Valdemar har hört dem. Han ger sig av för att varna sin pappa, och Askar följer med.
Plötslig kommer kungen oväntat tillbaka till Korpborg och Eskil lyckas få kungens män i bakhåll och tar konungen till fånga.

## Medverkande
- Nijas Ørnbak-Fjeldmose – Valdemar
- Lasse Baunkilde – Askar
- Maj Bockhahn Bjerregaard – Signe
- Lars Lohmann – Kungen
- Björn Granath – biskop Eskil
- Björn Floberg – Thorsten Vinge, kallad Den enögde
- Torbjørn Hummel – Greve Albert
- Kristian Halken – Gert Fredlös
- Rasmus Haxen – Morten Trefinger
- Baard Owe – broder Sune
- Hardy Rafn – broder Grammaticus
- Asger Reher – Mikkelsen
- Folmer Rubæk – storman
- Steen Stig Lommer – storman
- Lasse Lunderskov – kusken
- Lars Knutzon – köksmästare
- Gyrd Løfqvist – borgvakt
- Hugo Øster Bendtsen – borgvakt
- Frank Lundsgaard Gundersen – borgvakt
- Peter Rygaard – bondtölp
- Lise Schrøder – Sildekone
- Benny Hansen – fångvaktare
- Jens Basse Dam – väpnare
- Claus Gerving – kungssoldat
- Kim Jansson – stridsman
- Jacque Lauritsen – munk
- Frans Kannik – munk
- Niels Henrik Sørensen – munk
- Ole Ernst – berättaren
- Erik Wedersøe – Den enögdes röst

### Svenska röster
- Jacob Lundqvist – Valdemar
- Fredrik Ådén – Aske
- Camilla Lundstedt – Signe
- Tomas Bolme – kungen
- Björn Granath – biskop Eskil
- Mikael Persbrandt – den enögde riddaren
- Mats Qviström – greve Albert
- Anders Ahlbom – kusken
- Lasse Petterson – broder Grammaticus
- Johan Lindell – broder Sune
- Röstregi – Eddie Axberg
- Översättning – Johan Celander
- Producent – Lars Blomgren
- Producent, rollsättare, produktionsledning – Martin Cronström
- Svensk version producerad av Filmlance International AB[3]

## Produktion
Filmen producerades av Metronome Productions, Victoria Film och Nordic Screen Production med stöd från bland annat TV2 Danmark, Nordisk Film- & TV Fond, Sveriges Television, samt danska, norska och svenska filminstituten.
Filmen spelades in på Frilandsmuseet i Köpenhamn och i Skottland.